# Écuyer (gentilhomme)
Pour les articles homonymes, voir Écuyer.
L’écuyer, (du bas latin scutarius « soldat de la garde impériale qui portait un bouclier », dérivé en -arius du latin scutum « écu ») est une qualification dont le sens a évolué depuis le Moyen-Age. En France,  à partir des XIe siècle et XIIe siècle, le terme écuyer désignait un homme d'armes au service d'un chevaliers. Il devint plus tard une qualification portée par les nobles non-titré. À partir du XVIIe siècle, malgré l'amende encourue par son port par les roturiers, la qualification d'écuyer fut souvent l'objet d'usurpations de la part de ceux-ci.

## En France

### La qualification d'écuyer au Moyen-âge
aux XIe siècle et XIIe siècle, le terme écuyer désigne un homme d'armes au service d'un chevaliers, qui accompagne le chevalier, porte son écu ou bien est chargé de son écurie et parfois un jeune noble apprenant le métier des armes. C'est donc alors un terme de chevalerie qui n'est pas encore synonyme de noblesse. Le terme évolue pendant le Moyen-âge.
À partir du XIIe siècle, le terme « écuyer » devient synonyme de damoiseau. Les termes « écuyer » tout comme les termes « valet » et « damoiseau » servent alors à désigner les gentilshommes non encore adoublés chevaliers. Il fait référence à l'origine première de la noblesse de celui qui le porte, mais peu à peu les termes « valet » et « damoiseau » s'effacent devant celui d'écuyer. Selon le général général Weygand, le terme désigne à l'origine le possesseur d'une terre noble mais de condition plus modeste qu'un chevalier. 
Les chevaliers, à l'époque des tournois, devaient présenter leurs armes afin de s'identifier. Ils étaient assistés en cela par leur écuyer, jeune homme chargé de tenir leur écu armorié. En général, l'écuyer s'occupait également de l'équipement du chevalier et de son cheval, et il apprenait le métier de chevalier à partir de 14 ans ; ceci explique les sens dérivés d'écuyer comme apprenti chevalier, puis comme voltigeur à cheval (au cirque).
Lorsque des figures distinctives ornent l’écu, l’écuyer qui porte l’écu peut représenter le chevalier, même en son absence. L'écuyer qui porte l'écu sur sa poitrine est d'ailleurs sans doute à l'origine des tenants, dans les ornements extérieurs des armoiries, puisque les cinq régions principales de l'écu (chef, cœur, flancs dextre et sénestre, pointe) renvoient justement aux parties du corps de celui-ci. Comme l’écuyer est vu de face, « dextre » et « sénestre » sont inversés en héraldique par rapport à leur signification primitive : la dextre de l’écuyer est à la gauche de l’observateur, et inversement.
Dans certains cas, il est arrivé de trouver des « écuyers-bannerets » qui se distinguaient par leur rang plus élevé que celui des « écuyers sans bannières ». Ils avaient donc reçu un droit de porter bannière et de mener leurs vassaux sur le champ de bataille. Ainsi et malgré leur non appartenance à la chevalerie, ils avaient le même rang que les chevaliers banneret et se situaient entre les barons et les chevaliers bacheliers, même si initialement, cela ne semblait pas être le cas. La solde était la même pour tous les bannerets et était donc plus élevée que celle des simples chevaliers.
Depuis le déclin de la chevalerie, la qualification d'écuyer était en perte de prestige; elle connut néanmoins un regain d’intérêt à partir de la fin du XVIe siècle, lorsque les souverains l'imposent comme la seule marque de noblesse pour les non titrés.

### La qualification d'écuyers à partir duXVIesiècle
Le terme  d'écuyer est devenue à partir du  une qualification prise par les nobles non titrés. Cette qualification d'écuyer n’était pas un titres de noblesse. L'éventuel titre de noblesse attaché à une terre ne venant qu'après cette qualification.
Les nobles non titrés utilisaient les termes « écuyer » ou « noble » pour montrer leur appartenance à la noblesse dans les documents officiels. La qualification d'écuyer était strictement réservée à la noblesse comme le rappel édit de janvier 1634 : « Défendons à tous nos sujets d'usurper le titre de noblesse, prendre la qualité d'écuyer et porter armoiries timbrées, à peine de 2.000 livres d'amende, s'ils ne sont de maison et extraction noble. »
Le titre d’écuyer étant souvent usurpé par des roturiers, Louis XIII par un édit de 1634, inflige une amende de 2000 livres aux usurpateurs. L’amende est réduite  à 1500 livres en 1663. Mais la qualification d’écuyer continua d’être répandue : tout titulaire de charge anoblissante s’intitule « écuyer » dès l’achat de sa charge, pourtant il ne sera noble qu’au bout de vingt ans par exemple pour une charge anoblissante au premier degré.
Ces prohibitions n'empêchèrent pas de nombreuses usurpations; elles finirent par discréditer la qualité d'écuyer.
De même beaucoup de commensaux du roi ont de par leur fonction le droit de se dire « écuyer »,  mais ils ne deviennent pas nobles pour autant.
La qualification d'écuyer est abolie avec tous les autres titres et qualificatifs de noblesse le 19 juin 1790. À la Restauration, le terme est à nouveau légalement en vigueur pour tout membre d’une famille issue de la noblesse (titré ou non, se mettant après le nom et non avant le prénom contrairement aux titres), mais peu des familles qui le possédaient auparavant n'en demande le port sur les actes d’état civil, ou la confirmation de son droit à le porter. Personne alors n'arbore cette qualification jugée alors trop vieillotte, si bien qu'avec le temps, elle disparaît presque entièrement de la mémoire collective en tant qualification nobiliaire.

### Offices d'écuyers sous l'Ancien régime
Sous l'Ancien régime, à l'époque moderne, la qualification d'écuyer était aussi portée en raison de l'exercice de certaines charges. À partir du XIVe siècle apparaissent, dans les cours princières, des charges d'écuyer sans rapport avec la chevalerie. Il existe différents offices d'écuyers : le Grand écuyer qui a la charge des chevaux de selle de la Cour, et l'écuyer tranchant qui découpe la viande royale ; à la Cour de France, il y a également un Premier écuyer qui s'occupe des chevaux de trait de la Cour.
- Le Grand écuyer de France : communément appelé « Monsieur le Grand »,  il était l'un des grands officiers de la couronne de France pendant l’ancien Régime. Il était responsable des écuries royales. Il dirigeait personnellement la Grande Écurie du roi à Versailles alors que son subordonné le Premier écuyer de France, (voir plus bas) usuellement appelé « Monsieur le Premier », avait la charge de la Petite Écurie. La première était principalement composée des commanderies chevalières ainsi que du haras royal tandis que la seconde s'orientait vers les montures d'usage civil, y compris celles pour les carrosses et autres voitures. Le Grand écuyer de France dirigeait l’École des pages du roi en sa Grande Écurie réservée aux fils des familles de la noblesse militaire remontant à au moins 1550, tandis que son adjoint le Premier écuyer (voir ci-dessous) dirigeait celle des pages de la Petite Écurie réservée aux fils des familles de la noblesse remontant à au moins 1550[12], La réception comme page du roi en sa Grande Écurie ou sa Petite Écurie était, pour une famille, un honneur qui venait juste après celui des Honneurs de la Cour.

Ornements extérieurs de l'écu du Grand écuyer tranchant.

- L'Écuyer tranchant : en 1306, une ordonnance de Philippe le Bel précise que le premier « valet tranchant », qui prendra par la suite le nom de « premier écuyer tranchant », avait la garde de l'étendard royal et qu'il devait dans cette fonction marcher à l'armée « le plus prochain derrière le roi, portant son panon qui doit aller çà et là partout où le roi ira, afin que chacun connaisse où le roi est. »[13]

Ces deux charges étaient possédées par la même personne sous Charles VII et sous Charles VIII, et l'ont presque toujours été depuis. C'était sous cet étendard royal, nommé depuis cornette blanche, que combattaient les officiers commensaux du roi, les seigneurs et gentilshommes de sa maison et les gentilshommes volontaires.
En temps de paix, il est l'officier de bouche qui découpe les aliments à la table du souverain, le plus souvent il s'agit de la viande : tenant la pièce de viande dans une fourchette de la main gauche, il la tranche avec son épée dans la main droite sans que jamais les doigts ne touchent la viande. Par extension, il porte également ce titre dans les maisons princières et aristocratiques, se distinguant alors du Grand (écuyer) tranchant qui appartient à la maison du roi. Le terme « écuyer de cuisine » désigne le maître cuisinier d'un prince ou d'un grand seigneur.
Il avait le droit d'ajouter à ses armoiries un couteau et une fourchette placés en croix et aux manches une couronne royale.
Le premier traité consacré à cette fonction est l’Arte cisora, écrit en 1423 par Henri de Villena. Ce manuel témoigne de la professionnalisation de cet office, la Renaissance voyant se développer un art de la découpe espagnol, italien et français.
- Le Premier écuyer : usuellement appelé « Monsieur le Premier », est l'adjoint du Grand écuyer de France appelé pour sa part « Monsieur le Grand » (voir ci-dessus). Il commande la Petite Écurie du roi, c'est-à-dire les chevaux dont le roi se sert le plus ordinairement, les carrosses, les calèches, les chaises à porteurs. Il commande également l'école des pages du roi en la Petite Écurie, réservée aux fils des familles de la noblesse remontant au moins à 1550[12] et les valets-de-pied attachés au service de la Petite Écurie, desquels il a droit de se servir, comme aussi des carrosses et chaises du roi. La réception comme page du roi en sa Petite Écurie était, pour une famille, un honneur qui venait juste après celui des Honneurs de la Cour et celui de la réception comme page du roi en la Grande Écurie.

Le Premier écuyer doit donner la main au roi, s'il a besoin d'aide, pour monter en carrosse ou en chaise (écuyer de main par opposition à l’écuyer cavalcadour qui a soin des chevaux dont le prince se sert ordinairement).
Le Premier tranchant est l'écuyer de la maison de la reine.

## Dans les autres pays
Il est intéressant de noter que dans les autres pays, ce titre a connu une tout autre évolution. Dans le monde anglophone, où il se porte après le nom, abrégé « Esq » (esquire), il s'est démocratisé en une formule de politesse, qui n'est plus uniquement le signe de l'appartenance à la noblesse. Aux États-Unis, il est souvent porté par les personnes de la magistrature et du corps diplomatique. En Belgique, ce titre n'est pas traduit pour les francophones, qui portent juste la formule « Messire » devant leur nom. En Allemagne, le titre de Junker a connu une forte popularité, et était même considéré comme plus prestigieux que d'autres, comme celui de chevalier (Ritter), pourtant supérieur. Dans le monde néerlandophone, il est considéré comme tous les autres titres, et est même parfois porté par les membres de la famille royale. 
Depuis, et à la suite de l'arrêt de la Cour de cassation en 1927, Jonkheer est jugé et considéré en Belgique comme un vrai titre nobiliaire.
Enfin dans d'autres pays comme l'Espagne ou l'Italie, ce terme pour désigner la noblesse n'existe tout simplement pas. Leurs équivalents seraient Hidalgo pour les Espagnols et Nobile pour les Italiens.